# Nakamichi
Nakamichi K.K. (jap. ナカミチ株式会社, Nakamichi Kabushiki kaisha) ist ein japanischer Hersteller von Unterhaltungselektronik und war Vorreiter bei der Entwicklung von hochwertigen Kassettendecks.

## Anfänge
Die Gründung erfolgte 1948 von Etsuro Nakamichi in Tokio als Forschungsinstitut Nakamichi Research. Schwerpunkte lagen im Bereich Elektromagnetismus, magnetische Aufnahmetechnik, Akustik und Kommunikation. Anfänglich wurde Auftragsforschung für die Regierung, Universitäten und die Industrie durchgeführt. Von Nakamichi entwickelte Spulentonbandgeräte wurden unter anderen großen Handelsnamen verkauft. Mit der Entwicklung der Musikkassette stellte dann auch Nakamichi hochwertige Kassettengeräte her, teilweise auch für andere große Unternehmen.

## Pionier in der Kassettendeck-Technologie

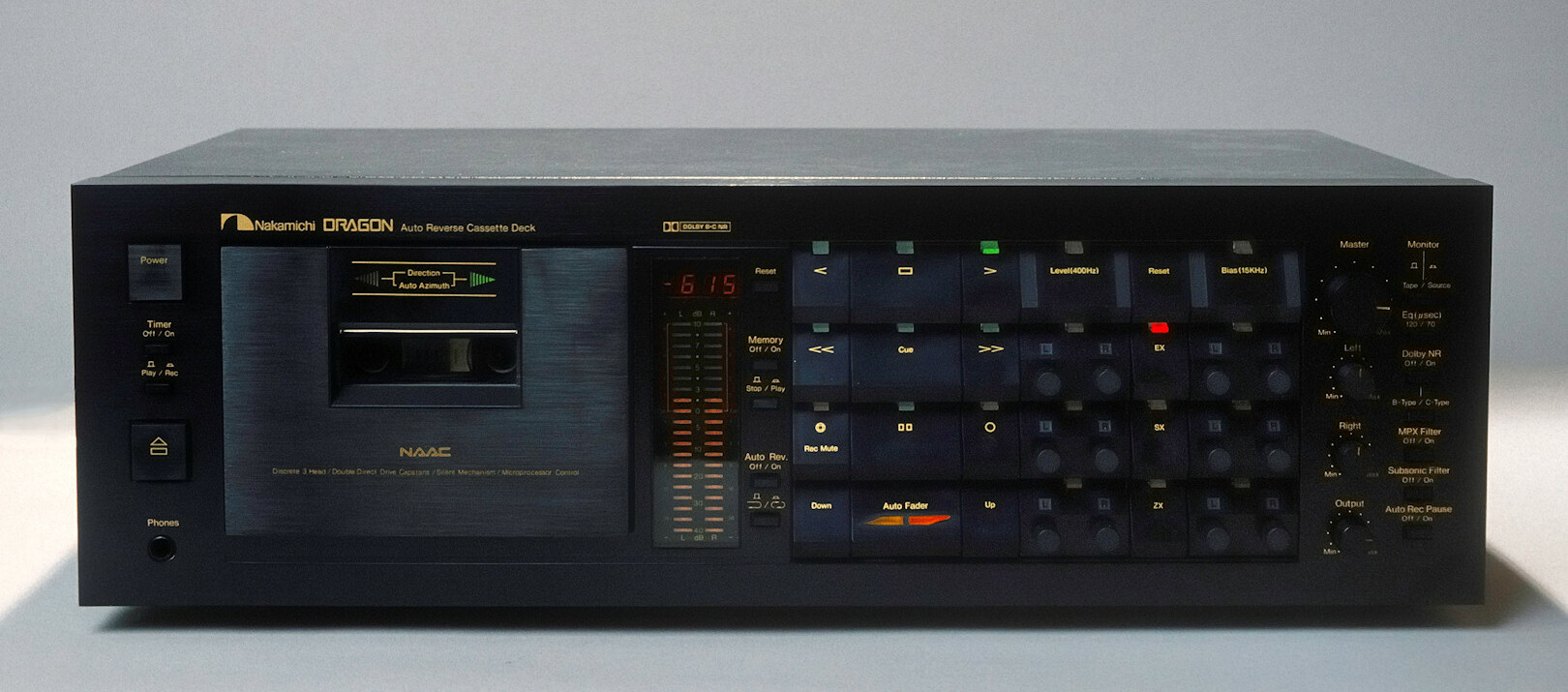
Das Spitzenmodell Nakamichi Dragon galt in den 1980er Jahren als eines der besten High-End-Kassettendecks, der Preis lag bei rund 4.000 DM

1973 war Nakamichi einer der ersten Hersteller, die Rekorder mit drei Tonköpfen vorstellten, den Nakamichi 1000 und den Nakamichi 700. Damit wurde direkte Hinterbandkontrolle möglich, das heißt das Abhören bzw. die Kontrolle des aufgenommenen Musiksignals noch während der laufenden Aufnahme. Zudem verbesserte sich dadurch die Klangqualität, denn für Aufnahmeköpfe sind andere Luftspaltdimensionen ideal als für Wiedergabeköpfe. In den USA erhielten diese beiden Rekorder noch den Namenszusatz Tri-Tracer, um auf die neue Technik aufmerksam zu machen.
In den 1980er Jahren war Nakamichis bekanntestes Gerät das Kassettendeck Dragon, das drei Tonköpfe mit einer automatischen Azimutanpassung des Wiedergabekopfes verband. Damit können auch mit einem Azimutfehler behaftete Aufnahmen, etwa von Fremdgeräten, in hoher Qualität wiedergegeben werden. Ursprünglich war diese Technik von Marantz entwickelt worden, aber im Gegensatz zu deren piezogesteuertem System verwendete Nakamichi herkömmliche elektrische Stellmotoren.

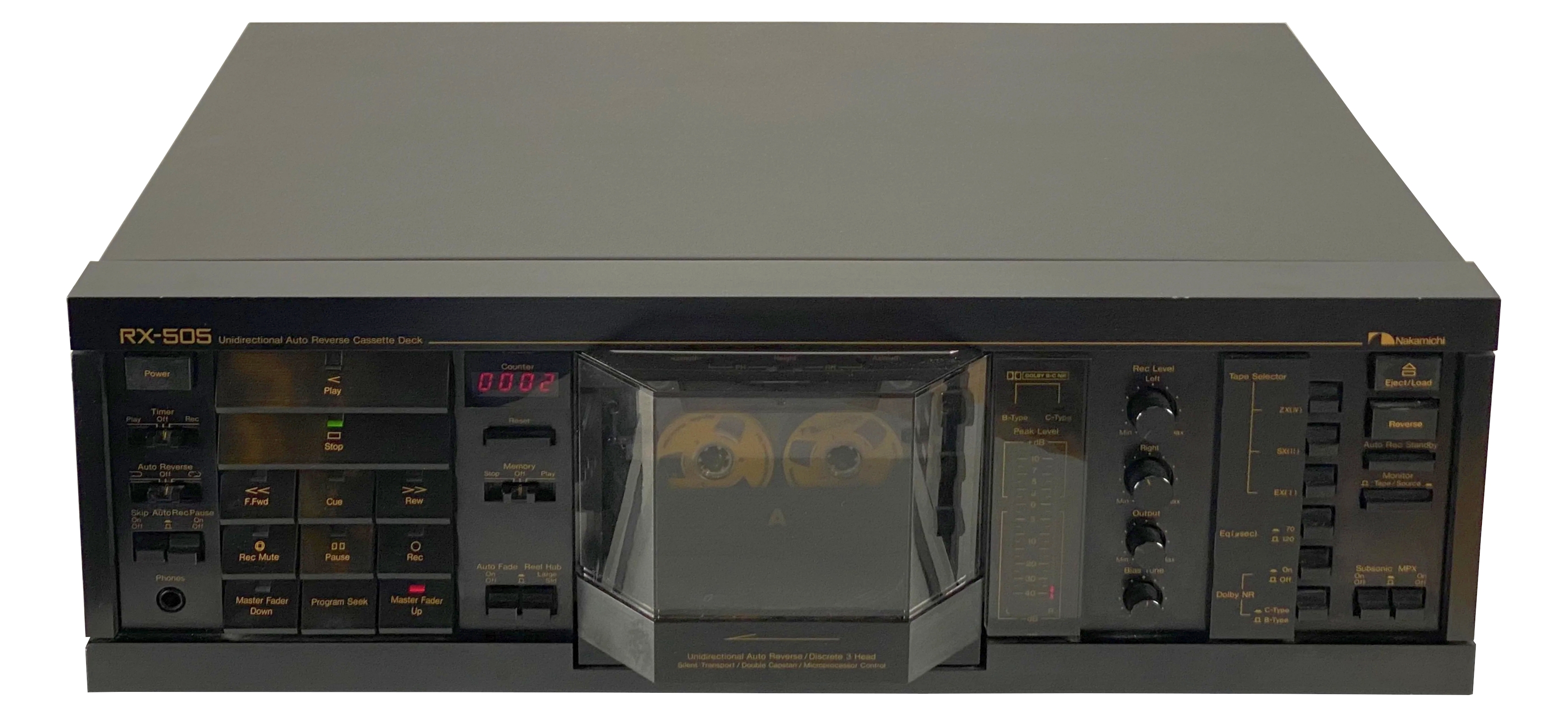
Nakamichi RX 505 Kassettendeck mit Autoreverse, bei dem die Kassette am Bandende automatisch mechanisch gewendet wurde

Eine weitere exklusive Besonderheit bei Nakamichi waren die sogenannten UDAR-Kassettendecks (UniDirectional AutoReverse) der RX-Serie. Hier wurde im Gegensatz zu herkömmlichen Autoreverse-Geräten am Bandende oder auf Tastendruck nicht der Tonkopf gewendet und gleichzeitig die Bandrichtung umgekehrt, sondern über einen speziellen Mechanismus die Kassette im Gerät gedreht. Das geschah genauso schnell wie in herkömmlichen Geräten das Umschalten der Bandrichtung. Der Vorteil dieser Technik ist zum einen, dass die Capstanwellen weiterlaufen können, was dem Gleichlauf insbesondere in den ersten Sekunden zugutekommt, und zum anderen, dass der Tonkopf fest montiert ist, was der Azimutgenauigkeit entgegenkommt.
Zu gewisser Berühmtheit gelangte das Kassettendeck RX 505 durch eine Szene in dem Kinofilm 9½ Wochen, in der der mechanische Drehmechanismus großformatig gezeigt wird.

## Andere Gerätetypen

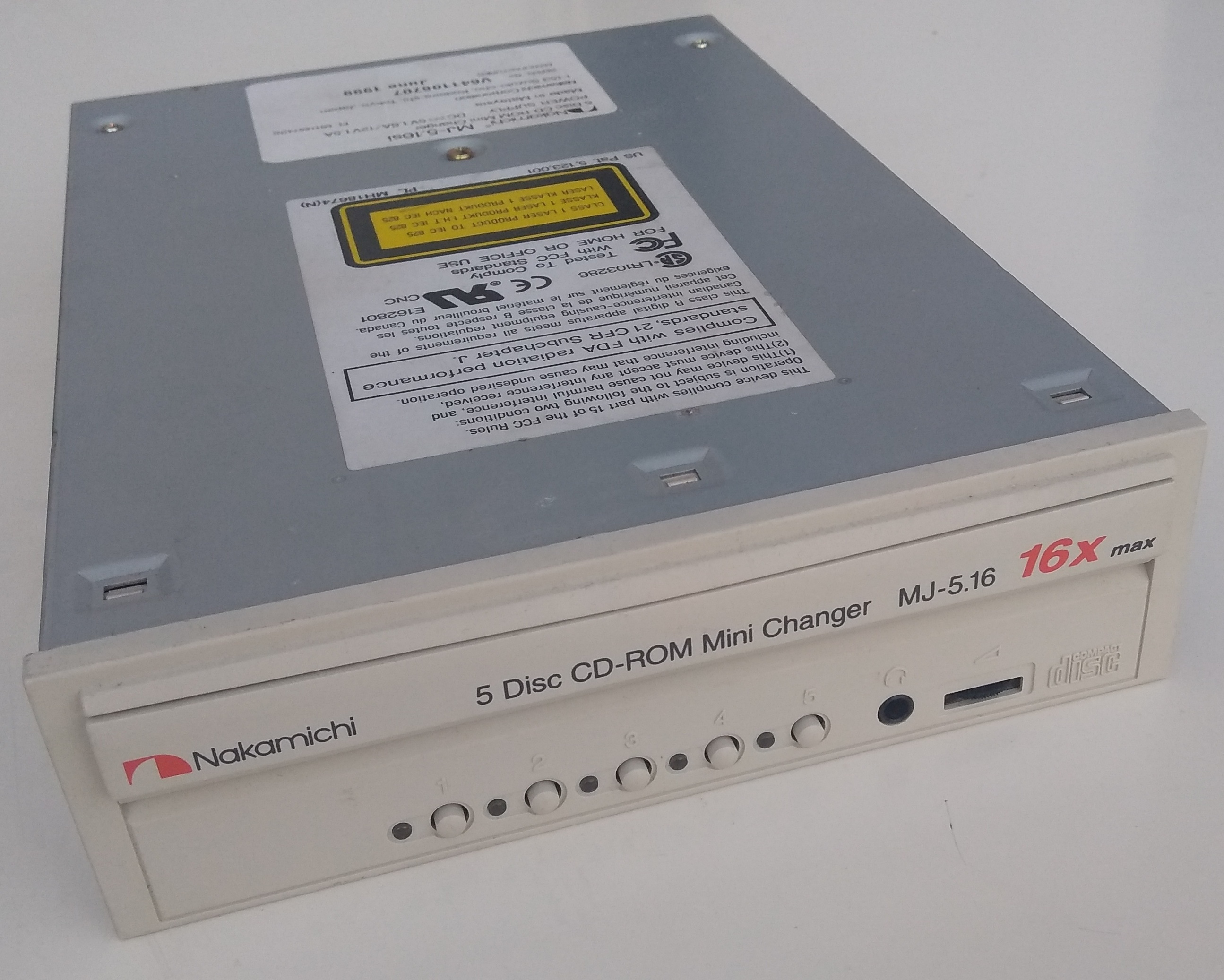
SCSI 5-fach CD-Wechsler

Nakamichi stellte in den 1980er Jahren auch alle anderen Komponenten einer damaligen typischen Stereoanlage her, diese erreichten jedoch trotz hoher Qualität nicht annähernd die Bekanntheit und Verbreitung der Kassettendecks. Als eine Erklärung für den eher geringen Markterfolg wird das damals futuristisch anmutende, eher nüchterne Design mit teilweise kantigen geometrischen Formen genannt, wobei die Geräte fast durchweg in schwarz gehalten waren. Andere Hersteller hochpreisiger HiFi-Produkte wie Luxman hätten mit ihren Produkten besser den damaligen Kundengeschmack getroffen. Zudem hätte Nakamichi nie eine breite Palette von Geräten in unterschiedlichsten Preisklassen angeboten wie andere Hersteller.
Zum Programm gehörten etwa der 20.000 DM (nach heutigem Geldwert ca. 24.000 Euro) teure High-End-Plattenspieler TX-1000 mit computergesteuerter Kompensation von Gleichlaufstörungen, Receiver, Tuner, CD-Player, Vollverstärker, Lautsprecherboxen und Verstärkerkombinationen aus separatem Vorverstärker und Endstufe. Viele dieser Geräte sind bis heute gefragte Gebrauchtgeräte, etwa die 27 kg schwere Endstufe PA-7e aus den späten 1980er Jahren mit 330 Watt Sinusleistung an 4 Ohm, für die eine Lizenz von Threshold verwendet wurde. Die Endstufe kostete etwa 4.500 DM, nach heutiger Kaufkraft ca. 4.900 Euro. Der zugehörige Vorverstärker CA-7e kostete 7.000 DM, heute rund 7.600 Euro. Beide Geräte werden heute noch gebraucht zu Preisen von jeweils deutlich über 1.000 Euro angeboten.
Nakamichi baute in den 1990er Jahren auch CD-Wechsler für CD-ROMs. Diese Geräte fassten bis zu 7 CDs und wurden über die SCSI-Schnittstelle angesprochen.

## Wirtschaftliche Schwierigkeiten ab den 1990er Jahren
In den 1990er Jahren wurden Kassettendecks nach und nach von anderen, digitalen Aufnahmemedien vollständig vom Markt verdrängt, zunächst von der bespielbaren CD, später auch durch die MP3-Technologie. Damit verschwand mit den Kassettendecks auch der stärkste Umsatzbringer.
Bis 1993 war das Unternehmen auch auf dem europäischen Markt vertreten, zog sich dann aber wegen Absatz- und Vermarktungsproblemen zurück. 1997 wurde das Unternehmen von der in Hongkong ansässigen The Grande Holdings Ltd. übernommen, die ebenfalls die Marken Akai und Sansui hält.
Am 19. Februar 2002 beantragte das Unternehmen ein Insolvenzverfahren nach dem Gesetz über die zivilrechtliche Reaktivierung (民事再生法, minji-saisei-hō) mit einer Schuldensumme von 20 Mrd. Yen (170 Mio. €). Davon ausgenommen war die Vertriebstochter Nakamichi Hambai K.K. (ナカミチ販売株式会社).
Im Juni 2006 baute Nakamichi seinen ersten tragbaren DVD-Spieler mit eingebautem LCD-Bildschirm Lumos.
Zum 31. Mai 2008 stellte Nakamichi Hambai den Vertrieb von Nakamichi-Produkten ein und wendete sich dem After-Sales-Management zu, während Nakamichi selber Plasma- und LCD-Fernseher ausschließlich für den ausländischen Markt entwickelt.
In der Zwischenzeit ist aus Nakamichi ein renommierter Hersteller von Car-HiFi geworden, welcher überwiegend von japanischen Kfz-Herstellern eingesetzt wird.
2014 präsentierte Nakamichi eine 7.1-Vor-/Endstufenkombination, die AV1/AVP1.